# The Skulls : Société secrète
Pour les articles homonymes, voir Skull.
Série
The Skulls 2 : Société secrète
(2002)
Pour plus de détails, voir Fiche technique et Distribution.
The Skulls : Société secrète ou Le Clan des Skulls au Québec (The Skulls) est un thriller réalisé par Rob Cohen, sorti en 2000. Il se déroule dans l'univers des sociétés secrètes au sein des universités américaines, notamment celle appelée Skull and Bones.

## Synopsis
Luke MacNamara voit sa vie d'étudiant à Yale bouleversée lorsqu'il reçoit un appel téléphonique l'invitant à rejoindre une société secrète qu'il décriait jusqu'alors, les Skulls. Un avenir brillant semble alors s'ouvrir à lui, mais Luke va découvrir qu'il y a un prix à payer...

## Fiche technique
- Titre français : The Skulls : Société secrète
- Titre québécois : Le Clan des Skulls
- Titre original : The Skulls
- Réalisation : Rob Cohen
- Scénario : John Pogue
- Musique : Randy Edelman
- Photographie : Shane Hurlbut
- Montage : Peter Amundson
- Décors : Bob Ziembicki
- Costumes : Marie-Sylvie Deveau
- Direction artistique : Peter Grundy
- Production : Neal H. Moritz, John Pogue

Producteurs délégués : Christopher Ball, William Tyrer, Bruce Mellon
Coproducteur : Fred C. Caruso
Producteurs associés : Creighton Bellinger, Nancy Kirhoffer
- Sociétés de production : Original Film, Newmarket Capital Group et Cranium Films
- Distribution : Universal Pictures (États-Unis), UGC Fox Distribution (France)
- Budget : 15 000 000 $[1]
- Genre : thriller
- Langue originale : anglais
- Pays d'origine :  États-Unis
- Durée : 110 minutes
- Dates de sortie[2] :
  -  États-Unis : 31 mars 2000
  -  France : 28 juin 2000
  -  Belgique : 16 août 2000

## Distribution
- Joshua Jackson (VF : Alexandre Gillet ; VQ : Patrice Dubois) : Lucas « Luke » McNamara
- Paul Walker (VF : Jérôme Berthoud ; VQ : Martin Watier) : Caleb Mandrake
- Hill Harper (VF : Fabrice Josso ; VQ : Antoine Durand) : William « Will » Beckford
- Leslie Bibb (VF : Caroline Victoria ; VQ : Christine Bellier) : Chloe Whitfield
- Christopher McDonald (VQ : Daniel Picard) : Martin Lombard
- Steve Harris (VF : Dominik Bernard ; VQ : Mario Desmarais) : Détective Sparrow
- William L. Petersen (VQ : Luis de Cespedes) : Ames Levritt
- Craig T. Nelson (VQ : Vincent Davy) : le juge Litten Mandrake
- Nigel Bennett : Dr. Whitney
- Malin Åkerman : une étudiante dans l'appartement de Caleb
- Kevin Allen : le vigile de Sturtevant
- Rob Cohen : un conférencier (non crédité)

Sources et légendes: Version française (VF) sur RS Doublage Version québécoise (VQ) sur Doublage Québec

## Production
James Van Der Beek a été envisagé pour le rôle de Luke McNamara. 
Le tournage a lieu de mai à juin 1999. Il se déroule principalement au Canada en Ontario, notamment Toronto (université de Toronto, Casa Loma, Guildwood park, Osgoode Hall, etc.), Saint Catharines, Whitby et Belfountain. Quelques scènes sont par ailleurs tournées au Dartmouth College dans le New Hampshire.

## Accueil

### Critique
Le film reçoit des critiques négatives. Sur l'agrégateur américain Rotten Tomatoes, il récolte 9% d'opinions favorables pour 85 critiques et une note moyenne de 5,12⁄10. Sur Metacritic, il obtient une note moyenne de 24⁄100 pour 24 critiques.
En France, le film obtient une note moyenne de 2,6⁄5 sur le site AlloCiné, qui recense 13 titres de presse.

### Box-office
| Pays ou région    | Box-office      | Date d'arrêt du box-office | Nombre de semaines |
| ----------------- | --------------- | -------------------------- | ------------------ |
| États-Unis Canada | 35 046 120 $    | 1er juin 2000              | 9                  |
| France            | 282 383 entrées | -                          | -                  |
| Total mondial     | 50 802 120 $    | -                          | -                  |

## Distinction
Joshua Jackson est nommé aux Teen Choice Awards.

## Suites
Le film connaitra deux suites, dans lesquelles les personnages ne sont pas les mêmes. The Skulls 2 : Société secrète de Joe Chappelle sort directement en vidéo en 2002. Il est suivi par The Skulls 3 de J. Miles Davis en 2004.